# Карденас, Рауль
Рау́ль Ка́рденас де ла Ве́га (исп. Raúl Cárdenas de la Vega; 30 октября 1928 года, Мехико — 25 марта 2016) — мексиканский футболист, выступавший на позиции защитника, а также тренер.

## Биография
Рауль Карденас начал футбольную карьеру в команде Реал Эспанья из Мехико в 1947 году, на заре профессионального футбола в Мексике, который был введён всего за 4 года до дебюта Карденаса. В 1948 году Карденас был самым молодым игроком в своей сборной, принявшей участие в Олимпийских играх в Лондоне — ему было 19 лет 270 дней (самому «старому» футболисту в той команде было всего 25 лет).
В 1950 году Карденас перешёл в «Гвадалахару», затем ещё несколько раз менял команды, пока не пришёл в 1954 году в «Сакатепек», где провёл оставшиеся 11 лет в качестве профессионального футболиста. 1950-е были «золотыми годами» в истории клуба из Сакатепека-де-Идальго. До перехода Карденаса эта команда однажды занимала второе место в чемпионате Мексики — в сезоне 1952/53. В первый же год после перехода в эту команду Карденас стал чемпионом Мексики — этот титул «ушёл» от него в прошлом году, поскольку «Депортиво Марте», из которого Рауль перешёл в «Пуэблу» в 1953 году, стал чемпионом Мексики без Карденаса. В 1958 году Карденас помог «Сакатепеку» выиграть второй чемпионский титул. Дважды Карденас выигрывал Кубок Мексики (в 1957 и 1959 годах). С тех пор эта команда не добивалась столь серьёзных достижений.
Завершил карьеру футболиста Карденас в 1965 году. В сборной же последний матч провёл в 1962 году, после окончания третьего чемпионата мира по футболу, в котором он принял участие в качестве игрока.
В 1966 году Карденас возглавил «Крус Асуль». Карденас стал одним из самых успешнцых тренеров в истории мексиканского футбола. Во второй половине 1960-х — первой половине 1970-х он пять раз приводил Крус Асуль к победам в чемпионате Мексики. В 1976 году он выиграл шестой чемпионский титул с «Америкой». Карденас несколько раз тренировал сборную Мексики, в том числе совмещая работу с клубными командами. В 1970 году он вывел мексиканцев в 1/4 финала домашнего чемпионата мира — это наивысшее достижение в истории «трёхцветных», которое они повторили на также домашнем чемпионате в 1986 году.
Последним клубом, который тренировал Карденас, стала «Пуэбла» в 1998 году. В последние годы Карденас жил в Сакатепеке вместе с семьёй.

## Достижения

### В качестве игрока
- Чемпион Мексики (2): 1954/55, 1957/57
- Обладатель Кубка Мексики (2): 1956/57, 1958/59

### В качестве тренера
- Чемпион Мексики (6): 1968/69, 1970, 1971/72, 1972/73, 1973/74, 1975/76